# Ахматовка (Татарстан)
Ахма́товка (тат. Әхмәт) — посёлок в Мензелинском районе Республики Татарстан, в составе Бикбуловского сельского поселения.

## География
Посёлок расположен на правом притоке реки Брустанка, в 19 км к юго-востоку от города Мензелинска.

## История
Основан в 1820 году русскими переселенцами из Ардатовского уезда Симбирской губернии и деревни Алексеевка Сергачского уезда Нижегородской губернии Со временем здесь стали расселяться татары из деревни Куяново.
До реформы 1861 года жители относились к категории помещичьих крестьян (название населённого пункта происходит от фамилии первого владельца — корнета Ф. Ф. Ахматова). Крестьяне занимались земледелием, разведением скота, различными промыслами, торговали мясом. По сведениям 1870 года, в Ахматовке была ветряная мельница. В конце XIX века земельный надел сельской общины составлял 88 десятин. 
В 1907 года крестьяне, образовав товарищество, купили ещё 190 десятин земли у помещика А. Н. Исаева.
До 1865 года посёлок относился к Оренбургской губернии. До 1924 года посёлок входил в Матвеевскую волость Мензелинского уезда Уфимской губернии. С 1924 года в составе Мензелинского кантона ТАССР. С 10.08.1930 в Мензелинском, с 19.02.1944 в Матвеевском, с 19.11.1954 в Мензелинском районах.
В 1929 году в посёлке был организован колхоз. В 1950 году вошёл в состав сельхозартели, с 1956 года в составе колхоза, с 1999 года — сельскохозяйственного производственного кооператива «Омет», с 2006 года — общества с ограниченной ответственностью «Агрофирма «Мензелинские зори».

## Население
| 1834 | 1859 | 1870 | 1913 | 1921 | 1926 | 1938 | 1949 | 1958 | 1970 | 1979 | 1989 | 2000 | 2017 |
| ---- | ---- | ---- | ---- | ---- | ---- | ---- | ---- | ---- | ---- | ---- | ---- | ---- | ---- |
| 179  | 106  | 188  | 135  | 152  | 139  | 145  | 89   | 66   | 83   | 69   | 39   | 30   | 25   |

Национальный состав посёлка — татары.

## Экономика
Полеводство, мясо-молочное скотоводство.